# 四氯化四(双环戊二烯)合四铜
四氯化四(双环戊二烯)合四铜是一种配位化合物，化学式为[Cu4Cl4(C10H12)4]。它可有氯化亚铜在加热时溶于双环戊二烯，再经冷却沉淀得到。它和重氮乙酸乙酯在二氧六环中反应，可以得到。